# Список народных артистов РСФСР за 1990 год
Список народных артистов РСФСР
Ниже приведён список народных артистов РСФСР, звание которым было присвоено в 1990 году.

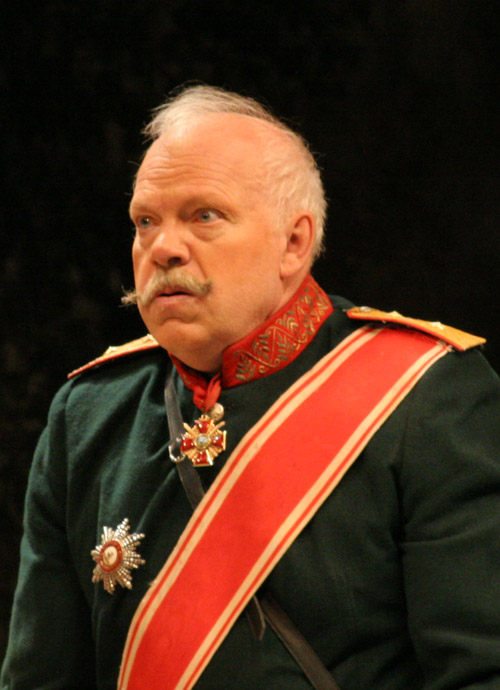
А. С. Потапов

- Ахметов, Хусаин Файзуллович (1914—1993) — композитор, Башкирская АССР, за большие заслуги в области советского искусства[1]
- Банк, Михаил Григорьевич (1929—2013) — пианист, солист Московской концертной организации (Москонцерт)[2]
- Башкиров, Дмитрий Александрович (1931—2021) — профессор Московской государственной консерватории имени П. И. Чайковского, за большие заслуги в области советского искусства[3]
- Бестаева, Татьяна Владимировна (1937—2021) — артистка Государственного академического театра имени Моссовета, за большие заслуги в области советского театрального искусства[4]
- Богачёв, Геннадий Петрович (1945—2023) — актёр
- Боярский, Михаил Сергеевич (род. 1949) — актёр театра и кино.
- Василевская, Лариса Николаевна (род. 1951) — солистка балета Новосибирского государственного академического театра оперы и балета, за большие заслуги в развитии советского хореографического искусства[5]
- Ватаев, Бимболат Заурбекович (1939—2000) — артист Северо-Осетинского драматического театра, за большие заслуги в области советского искусства[3]
- Григорьев, Николай Данилович (род. 1939) — артист Чувашского академического драматического театра имени К. В. Иванова, за большие заслуги в области советского искусства[1]
- Данилин, Владимир Николаевич (1951—2024) — артист Пермской областной филармонии, за большие заслуги в области советского искусства[3]
- Желтоухов, Игорь Евгеньевич (1944—2021) — артист Хабаровского краевого театра музыкальной комедии, за большие заслуги в области советского искусства[1]
- Жемчужный, Николай Михайлович (1923—1993) — художественный руководитель ансамбля цыган Владимирской областной филармонии, за большие заслуги в области советского музыкального искусства[6]
- Исаев, Станислав Викторович (род. 1956) — солист балета Московского государственного театра балета СССР, за большие заслуги в области советского хореографического искусства[7]
- Карданов, Хасан Якубович (1923—2019) — композитор, Кабардино-Балкарская АССР, за большие заслуги в области советского музыкального искусства[8]
- Кириллов, Владимир Петрович (род. 1955) — солист балета, артист Московского академического музыкального театра имени народных артистов СССР К. С. Станиславского и Вл. И. Немировича-Данченко, за большие заслуги в развитии советского хореографического искусства[9]
- Корсаков, Андрей Борисович (1946—1991) — скрипач, солист Московской государственной филармонии[2]
- Кочнев, Юрий Леонидович (род. 1942) — главный дирижёр Саратовского академического театра оперы и балета имени Н. Г. Чернышевского[2]
- Крапивина, Галина Николаевна (род. 1950) — солистка балета, артистка Московского академического музыкального театра имени народных артистов СССР К. С. Станиславского и Вл. И. Немировича-Данченко, за большие заслуги в развитии советского хореографического искусства[9]
- Ларионова, Алла Дмитриевна (1931—2000) — артистка Государственного творческо-производственного объединения «Мосфильм», за большие заслуги в развитии советского киноискусства[10]
- Лелянов, Олег Павлович (1929—1994) — артист Мурманского областного театра драмы
- Летова, Валентина Вячеславовна (род. 1948) — солистка балета Музыкального театра Коми АССР, за большие заслуги в развитии советского хореографического искусства[5]
- Максимова, Раиса Викторовна (1929—2024) — артистка Московского Художественного академического театра СССР имени А. П. Чехова, за большие заслуги в развитии советского театрального искусства[11]
- Некрасова, Анна Алексеевна (1913—2003) — режиссёр-постановщик Академического Центрального детского театра, за большие заслуги в области советского искусства[3]
- Никулин, Валентин Юрьевич (1932—2005) — артист московского театра «Современник», за большие заслуги в развитии советского театрального искусства[11]
- Овчарек, Владимир Юрьевич (1927—2007) — концертмейстер группы первых скрипок академического симфонического оркестра Ленинградской государственной филармонии имени Д. Д. Шостаковича, за большие заслуги в области советского музыкального искусства[12]
- Познанский, Александр Давидович (род. 1929) — артист Горьковской областной филармонии, за большие заслуги в области советского искусства[1]
- Потапов, Александр Сергеевич (1941—2014) — артист Государственного академического Малого театра СССР, за большие заслуги в развитии советского театрального искусства[11]
- Ренард-Кио, Эмиль Эмильевич (род. 1938) — артист Всесоюзного творческо-производственного объединения государственных цирков «Союзгосцирк», за большие заслуги в развитии советского циркового искусства[13]
- Романов, Борис Александрович (род. 1941) — старший преподаватель, заведующий фортепианным отделением Музыкального училища при Московской государственной консерватории имени П. И. Чайковского, за большие заслуги в области советского искусства[3]
- Саульский, Юрий Сергеевич (1928—2003) — композитор, город Москва, за большие заслуги в области советского музыкального искусства[14]
- Серов, Эдуард Афанасьевич (1937—2016) — главный дирижёр симфонического оркестра Волгоградской областной филармонии, за большие заслуги в области советского искусства[1]
- Соколов, Борис Михайлович (1944—2022) — актёр и режиссёр
- Соловей, Елена Яковлевна (род. 1947) — артистка Ленинградского академического театра имени Ленсовета, за большие заслуги в области советского искусства[3]
- Тхабисимов, Умар Хацицович (1919—1998) — композитор, Адыгейская автономная область Краснодарского края, за большие заслуги в области советского музыкального искусства[14]
- Шаповалов, Виталий Владимирович (1939—2017) — актёр
- Шпиллер, Иван Всеволодович (1935—2003) — главный дирижёр симфонического оркестра Красноярской краевой филармонии[2]
- Щербаков, Владимир Иванович (1939—2025) — солист оперы Государственного академического Большого театра СССР, город Москва, за большие заслуги в области советского искусства[1]